# Pseudochama clarionensis
Pseudochama clarionensis is een tweekleppigensoort uit de familie van de Chamidae. De wetenschappelijke naam van de soort is voor het eerst geldig gepubliceerd in 1938 door Willett.